# Odontopera arida
Odontopera arida là một loài bướm đêm trong họ Geometridae.